# Bülach (district)
Bülach is een district in kanton Zürich. De hoofdplaats is Bülach. Het district omvat de volgende gemeenten:
| Wapenschild        | Postcode en gemeentenaam | Inwoners (2006) | Oppervlakte (km²) | Gemeente nummer |
| ------------------ | ------------------------ | --------------- | ----------------- | --------------- |
| Bachenbülach       | 8184 Bachenbülach        | 3626            | 4,25              | 0051            |
| Bassersdorf        | 8303 Bassersdorf         | 9817            | 9,02              | 0052            |
| Bülach             | 8180 Bülach              | 15.571          | 16,09             | 0053            |
| Dietlikon          | 8305 Dietlikon           | 6859            | 4,26              | 0054            |
| Eglisau            | 8193 Eglisau             | 3437            | 9,07              | 0055            |
| Embrach            | 8424 Embrach             | 8404            | 12,72             | 0056            |
| Freienstein-Teufen | 8427 Freienstein-Teufen  | 2230            | 8,32              | 0057            |
| Glattfelden        | 8192 Glattfelden         | 3926            | 12,35             | 0058            |
| Hochfelden         | 8182 Hochfelden          | 1777            | 6,16              | 0059            |
| Höri               | 8181 Höri                | 2423            | 4,85              | 0060            |
| Hüntwangen         | 8194 Hüntwangen          | 920             | 4,97              | 0061            |
| Kloten             | 8302 Kloten              | 16976           | 19,28             | 0062            |
| Lufingen           | 8426 Lufingen            | 1533            | 5,22              | 0063            |
| Nürensdorf         | 8309 Nürensdorf          | 4720            | 10,09             | 0064            |
| Oberembrach        | 8425 Oberembrach         | 955             | 10,20             | 0065            |
| Opfikon            | 8152 Opfikon             | 12.859          | 5,61              | 0066            |
| Rafz               | 8197 Rafz                | 3751            | 10,74             | 0067            |
| Rorbas             | 8427 Rorbas              | 2158            | 4,44              | 0068            |
| Wallisellen        | 8304 Wallisellen         | 12.421          | 6,50              | 0069            |
| Wasterkingen       | 8195 Wasterkingen        | 555             | 3,95              | 0070            |
| Wil                | 8196 Wil                 | 1262            | 8,94              | 0071            |
| Winkel             | 8185 Winkel              | 3691            | 8,16              | 0072            |
|                    | Totaal (22)              | 119.871         | 185,19            | 0103            |

Affoltern · Andelfingen · Bülach · Dielsdorf · Dietikon · Hinwil · Horgen · Meilen · Pfäffikon · Uster · Winterthur · Zürich